# Обочина (фильм)
«Обочина» — советский фильм 1978 года режиссёра Вячеслава Никифорова.

## Сюжет
Пройдя срочную службу в рядах Советской армии, Лёнька Парасочка решил продолжить отцовскую традицию и пошёл работать шофёром междугороднего автобуса. Его наставником стал Пётр Демьянович Волович, который знал, как зарабатывать деньги «левыми поездками» и различного рода «операциями». Лёнька видел, что Волович жил широко, не по средствам, но поначалу он как-то не задумывался об источниках богатства. Видимо, потому, что он был влюблён в Люсю — дочь Воловича.

«Обочина» — психологическое исследование личности, поставленной перед вопросом: что есть мнимые и истинные ценности жизни? Герой этой картины — натура, формирующаяся и в социальном, и психологическом планах. Сюжет строится на раскрытии нравственного конфликта между ним и оказавшейся гораздо более сильной личностью матёрoгo мещанина.— журнал «Нёман», № 5, 1981

## В ролях
- Анатолий Жигарь — Лёнька Парасочка
- Майя Булгакова — Катерина Семёновна, мать Лёньки
- Евгений Шутов — Григорий Семёнович, плотник, дядя Лёньки
- Владимир Самойлов — Пётр Демьянович Волович, водитель автобуса
- Зоя Осмоловская — Валентина Власовна, жена Воловича
- Людмила Дребнёва — Люся, дочь Воловича
- Андрей Баранов — Витька, сын Люси (4 года)
- Всеволод Платов — Николай Николаевич, приятель Воловича
- Александр Самойлов — Димка, комсорг автопарка
- Здислав Стомма — директор автопарка
- Александр Беспалый — шабашник
- Вера Титова — жена Григория Семёновича
- Александр Кашперов — инспектор ГАИ
- Веремейчик Константин — плотник, друг Григория Семёновича
- Виктор Мирошниченко — эпизод
- Тамара Николаева-Опиок — эпизод

## Критика
Пластическое решение фильма требовало предельно детальной проработки среды, в которой находится герой. Камера оператора Д. Зайцева фиксирует эту среду точно и выразительно. Но вскоре в силу режиссёрских и драматургических ходов в изобразительном решении появляется условность. Однако эта условность, не проведённая последовательно по всей стилистике картины, только подрывает доверие к происходящему. В «Обочине» стилистическая неоднородность произвольна, не оправдана смыслом.— журнал «Нёман», № 5, 1981